# L'Âne chargé d'éponges et l'Âne chargé de sel
L'Âne chargé d’éponges et l'Âne chargé de sel est la dixième fable du livre II de La Fontaine situé dans le premier recueil des Fables de La Fontaine, édité pour la première fois en 1668.
Pour cette Fable, La Fontaine s'inspire de celle d'Ésope : L'Âne chargé de sel ainsi que de Centum fabulae de Gabriele Faerno.

## Texte de la fable
Un Anier, son Sceptre à la main,

Menait, en Empereur Romain,

Deux Coursiers à longues oreilles.

L'un, d'éponges chargé, marchait comme un Courrier ;

Et l'autre, se faisant prier,

Portait, comme on dit, les bouteilles :

Sa charge était de sel. Nos gaillards pèlerins,

Par monts, par vaux, et par chemins,

Au gué d'une rivière à la fin arrivèrent,

Et fort empêchés se trouvèrent.

L'Anier, qui tous les jours traversait ce gué-là,

Sur l'Ane à l'éponge monta,

Chassant devant lui l'autre bête,

Qui voulant en faire à sa tête,

Dans un trou se précipita,

Revint sur l'eau, puis échappa,

Car au bout de quelques nagées,

Tout son sel se fondit si bien

Que le Baudet ne sentit rien

Sur ses épaules soulagées.

Camarade Epongier prit exemple sur lui,

Comme un Mouton qui va dessus la foi d'autrui.

Voilà mon Ane à l'eau ; jusqu'au col il se plonge,

Lui, le Conducteur et l'Eponge.

Tous trois burent d'autant : l'Anier et le Grison

Firent à l'éponge raison.

Celle-ci devint si pesante,

Et de tant d'eau s'emplit d'abord,

Que l’Âne succombant ne put gagner le bord.

L'Anier l'embrassait, dans l'attente

D'une prompte et certaine mort.

Quelqu'un vint au secours : qui ce fut, il n'importe ;

C'est assez qu'on ait vu par là qu'il ne faut point

Agir chacun de même sorte.

J'en voulais venir à ce point

## Éditions
- 1692 : édition Claude Barbin, illustration ;
- 1755-1760 : édition de Desaint et Saillant, quatre volumes, illustrations gravées d'après des dessins de Charles Nicolas Cochin, adaptés d'après ceux de Jean-Baptiste Oudry ;
- 1762 : édition dite des Fermiers généraux, Amsterdam-Paris, imprimé par Barbou, 2 vol. in-8, illustrations de Charles Eisen gravées par Pierre-Philippe Choffard ;
- 1838 : édition Garnier Frères, Paris, non daté, illustrations de Grandville ;
- 1868 : édition Louis Hachette, illustrations de Gustave Doré gravées par Louis Édouard Fournier ;
- 1906 : édition de la Librairie Jules Tallandier, Paris, 310 compositions dont 85 en couleur, illustrations de Benjamin Rabier ;
- 1921 : édition Garnier frères, grand in-4, illustrations de Jules David et Granville ;
- 1952 : édition Verves, Teriade, 100 illustrations de Marc Chagall ;
- 2010 : édition du Reader's Digest, illustrations de Gustave Doré.